# Medon Berisha
Medon Berisha (Münsingen, 21 ottobre 2003) è un calciatore albanese, centrocampista del Lecce e della nazionale albanese.

## Caratteristiche tecniche
Centrocampista duttile, può ricoprire anche il ruolo di ala sinistra. Abile regista, sa impostare l’azione date anche le sue qualità nel passaggio.

## Carriera

### Club
Nato da padre albanese e madre portoghese è cresciuto in Svizzera nei settori giovanili di Berna e Young Boys, nel 2021 è stato assegnato alla squadra riserve dello Young Boys, con cui ha giocato in Promotion League, la terza serie nazionale, fino al febbraio 2022, quando è stato ceduto a titolo definitivo al Lecce, che lo ha inserito nella squadra Primavera.
Dopo avere ricevuto alcune convocazioni ma rimanendo in panchina, il 1º novembre 2023 ha debuttato con la prima squadra dei giallorossi giocando da titolare l'incontro di Coppa Italia perso per 4-2 contro il Parma. Il 25 febbraio 2024 ha esordito anche in Serie A, sostituendo Ylber Ramadani a undici minuti dal termine dell'incontro perso per 4-0 in casa dell'Inter.

### Nazionale
Ha giocato con le nazionali Under-19, Under-20 e Under-21 dell'Albania. Nel 2022 ha giocato due incontri anche con il Kosovo Under-21.
Convocato per la prima volta nella nazionale maggiore albanese in occasione delle preconvocazioni per il campionato d'Europa 2024, il 3 giugno seguente esordisce con la nazionale, nell'amichevole vinta per 3-0 in Ungheria contro il Liechtenstein. Conta una presenza al campionato d'Europa 2024.

## Statistiche

### Presenze e reti nei club
Statistiche aggiornate al 25 maggio 2025.
| Stagione        | Squadra         | Campionato      | Campionato | Campionato | Coppe nazionali | Coppe nazionali | Coppe nazionali | Coppe continentali | Coppe continentali | Coppe continentali | Altre coppe | Altre coppe | Altre coppe | Totale | Totale | Totale |
| Stagione        | Squadra         | Comp            | Pres       | Reti       | Comp            | Pres            | Reti            | Comp               | Pres               | Reti               | Comp        | Pres        | Reti        | Pres   | Reti   |        |
| --------------- | --------------- | --------------- | ---------- | ---------- | --------------- | --------------- | --------------- | ------------------ | ------------------ | ------------------ | ----------- | ----------- | ----------- | ------ | ------ | ------ |
| 2021-2022       | Young Boys II   | PL              | 16         | 1          | -               | -               | -               | -                  | -                  | -                  | -           | -           | -           | 16     | 1      |        |
| 2022-2023       | Lecce           | A               | 0          | 0          | CI              | -               | -               | -                  | -                  | -                  | -           | -           | -           | 0      | 0      |        |
| 2023-2024       | Lecce           | A               | 6          | 0          | CI              | 1               | 0               | -                  | -                  | -                  | -           | -           | -           | 7      | 0      |        |
| 2024-2025       | Lecce           | A               | 17         | 0          | CI              | 1               | 0               | -                  | -                  | -                  | -           | -           | -           | 18     | 0      |        |
| 2025-2026       | Lecce           | A               | 0          | 0          | CI              | 0               | 0               | -                  | -                  | -                  | -           | -           | -           | 0      | 0      |        |
| Totale Lecce    | Totale Lecce    | Totale Lecce    | 23         | 0          |                 | 2               | 0               |                    | -                  | -                  |             | -           | -           | 25     | 0      |        |
| Totale carriera | Totale carriera | Totale carriera | 39         | 1          |                 | 2               | 0               |                    | -                  | -                  |             | -           | -           | 41     | 1      |        |

### Cronologia presenze e reti in nazionale
| Cronologia completa delle presenze e delle reti in nazionale ― Albania | Cronologia completa delle presenze e delle reti in nazionale ― Albania | Cronologia completa delle presenze e delle reti in nazionale ― Albania | Cronologia completa delle presenze e delle reti in nazionale ― Albania | Cronologia completa delle presenze e delle reti in nazionale ― Albania | Cronologia completa delle presenze e delle reti in nazionale ― Albania | Cronologia completa delle presenze e delle reti in nazionale ― Albania | Cronologia completa delle presenze e delle reti in nazionale ― Albania |
| Data                                                                   | Città                                                                  | In casa                                                                | Risultato                                                              | Ospiti                                                                 | Competizione                                                           | Reti                                                                   | Note                                                                   |
| ---------------------------------------------------------------------- | ---------------------------------------------------------------------- | ---------------------------------------------------------------------- | ---------------------------------------------------------------------- | ---------------------------------------------------------------------- | ---------------------------------------------------------------------- | ---------------------------------------------------------------------- | ---------------------------------------------------------------------- |
| 3-6-2024                                                               | Szombathely                                                            | Albania                                                                | 3 – 0                                                                  | Liechtenstein                                                          | Amichevole                                                             | -                                                                      | 46’                                                                    |
| 24-6-2024                                                              | Düsseldorf                                                             | Albania                                                                | 0 – 1                                                                  | Spagna                                                                 | Euro 2024 - 1º turno                                                   | -                                                                      | 71’ 89’                                                                |
| 7-9-2024                                                               | Praga                                                                  | Ucraina                                                                | 1 – 2                                                                  | Albania                                                                | UEFA Nations League 2024-2025 - 1º turno                               | -                                                                      | 72’                                                                    |
| Totale                                                                 |                                                                        | Presenze                                                               | 3                                                                      |                                                                        | Reti                                                                   | 0                                                                      |                                                                        |